# 第2回日本レコード大賞
第2回日本レコード大賞（だい2かいにほんレコードたいしょう）は、1960年（昭和35年）12月30日に神田共立講堂で行われた、2回目の『日本レコード大賞』である。

## 概要
第2回の大賞は、松尾和子／和田弘とマヒナスターズの「誰よりも君を愛す」に決定した。松尾和子／和田弘とマヒナスターズそれぞれ初の受賞。
橋幸夫のデビュー曲「潮来笠」の爆発的なヒットにより、この年から急きょ新人賞が設けられた。橋はのちに「『大賞はまだ早いけど、この子に何かしたいよね』って話が上がって、新人賞なるものをいただいたようです」と述べている。
昭和時代に12月30日に開催されたのはこの回が唯一であった。次に12月30日放送になるのは、46年後の2006年（第48回）からである。

## 放送時間
- 金曜14:00 - 16:00（JST）[1]

- 1時間にも満たない45分だった前回（1959年）から一変、史上初の2時間番組に。

## 司会
- 芥川隆行

## 受賞作品・受賞者一覧

### 日本レコード大賞
- 「誰よりも君を愛す」
  - 歌手:松尾和子／和田弘とマヒナスターズ
  - 作詞:川内康範
  - 作曲:吉田正
  - 編曲:和田弘

### 歌唱賞
- 「哀愁波止場」
  - 歌手:美空ひばり

### 新人賞
- 橋幸夫（歌:「潮来笠」）

### 作曲賞
- 「白い小ゆびの歌」（歌:島倉千代子）
  - 作曲:古賀政男

### 企画賞
- 日本コロムビア(株) （曲名:「ズンドコ節」「ダンチョネ節」 歌手:小林旭 ）

### 童謡賞
- 「ゆうらんバス」 歌手:水上房子／キング小鳩会

## TV中継スタッフ
- プロデューサー：
- 総合演出：
- 舞台監督：
- 編成担当：
- 製作著作：TBS
- 主催：社団法人 日本作曲家協会、日本レコード大賞制定委員会、日本レコード大賞実行委員会